# Appendicula patentissima
Appendicula patentissima är en orkidéart som beskrevs av Johannes Jacobus Smith. Appendicula patentissima ingår i släktet Appendicula och familjen orkidéer. Inga underarter finns listade i Catalogue of Life.